# 작은거인 (1994년 영화)
"작은거인"은 1994년에 개봉한 대한민국의 영화이다.

## 캐스팅
- 윤철형 : 나종대 역
- 강종태 : 덕진 역
- 홍성영 : 영민 역
- 박수진 : 수정 역
- 이강조 : 김 반장 역
- 정일모 : 용팔 역
- 추진영 : 미란 역
- 박수진 : 윤경 역
- 황인조 : 해남 역
- 차룡 : 해남하수인 역
- 신범식 : 갈매기 역
- 임준환 : 쐐기 역
- 양경열 : 왕패 역
- 신재명 : 떡쇠 역
- 김유민 : 광주 역
- 최명호 : 전주 역
- 정승훈 : 대전 역
- 서영우 : 인천 역
- 박진위 : 경기 역
- 전진태 : 부산 역
- 유일문 : 용팔하수인 / 싹쓸이 역
- 조상현 : 차룡하수인 역
- 박상연 : 차룡하수인 역
- 김경민 : 차룡하수인 역
- 신은교 : 차룡하수인 역
- 심재원 : 차룡하수인 역
- 박광설 : 차룡하수인 역
- 홍원표 : 철민 역
- 곽무성 : 천달 역
- 송광수 : 개창구 역
- 이예민 : 최건재 역
- 추봉 : 제주김사장 역
- 한다영 : 인천최사장 역
- 최강호 : 기무라 역
- 정봉연 : 요다 역
- 오호진 : 이또 역
- 이두희 : 싹쓸이하수인 역
- 배도익 : 채무자 역
- 전범진 : 건설회사 역
- 박완규 : 명동상인연합회사장 역
- 최인순 : 카운터 역
- 권선화 : 가수 역
- 박경희 : 호스테스 역
- 한혜숙 : 미녀 1 역
- 장철 : 건달 1 역
- 정오표 : 건달 2 역
- 한용 : 건달 3 역
- 박명호 : 의사 역
- 조윤경 : 간호사 1 역
- 임영아 : 간호사 2 역
- 이정희 : 간호사 3 역
- 조윤상 : 간호사 4 역
- 박남현 : 사나이 1 역
- 한철훈 : 사나이 2 역
- 김정욱 : 사나이 3 역
- 윤상덕 : 사니이 4 역
- 이인섭 : 사나이 5 역
- 윤인웅 : 사나이 6 역
- 정윤현 : 사나이 7 역
- 허장서 : 사나이 8 역
- 박병진 : 어린종대 역
- 김성엽 : 어린영인 역
- 송순용 : 어린덕진 역